# Saint-Pol-sur-Ternoise
 Saint-Pol-sur-Ternoise  es una población y comuna francesa, situada en la región de Alta Francia, departamento de Paso de Calais, en el distrito de Arras y cantón de Saint-Pol-sur-Ternoise.

## Historia
Fue parte del Pagus Teruanensis, hasta que se convirtió a finales del siglo X en la capital del Condado de Saint-Pol. Ocupada en 1649 por el mariscal Enrique de la Tour d'Auvergne-Bouillon. En 1659 mediante el tratado de los Pirineos pasó a formar parte de Francia.

## Demografía
| 5193 | 5318 | 5717 | 5752 | 5215 | 5220 |
| Para los censos de 1962 a 1999 la población legal corresponde a la población sin duplicidades (Fuente: INSEE [Consultar]) |      |      |      |      |      |